# Сан-Джакомо-Верчеллезе
Сан-Джакомо-Верчеллезе (італ. San Giacomo Vercellese, п'єм. San Giaco) — муніципалітет в Італії, у регіоні П'ємонт, провінція Верчеллі.
Сан-Джакомо-Верчеллезе розташований на відстані близько 530 км на північний захід від Рима, 70 км на північний схід від Турина, 22 км на північ від Верчеллі.
Населення — 317 осіб (2014).
Щорічний фестиваль відбувається 25 липня. Покровитель — San Giacomo.

## Демографія
Населення за роками:

Станом на 1 січня 2023 року в муніципалітеті офіційно проживало 12 іноземців з 6 країн, серед них 4 громадяни країн Євросоюзу.

## Сусідні муніципалітети
- Арборіо
- Балокко
- Буронцо
- Ровазенда
- Вілларбоїт